# Підліткова медицина
Підліткова медицина (також відома як медицина для підлітків та молодих людей) — це медичний піднапрям, зосереджений на догляді за пацієнтами, які перебувають у підлітковому періоді розвитку. Цей період починається в період статевого дозрівання і триває до тих пір, поки ріст не припиниться. З цього часу починається доросле життя. У розвинутих країнах психосоціальний період підліткового віку подовжується як більш раннім початком, оскільки початок статевого дозрівання починається раніше, так і пізніше, коли пацієнти потребують більше років навчання, перш ніж вони досягнуть економічної незалежності від батьків.
У 1987 була утворена Міжнародна асоціація підліткового здоров'я (International Association for Adolescent Health) об'єднує лікарів і організації, що працюють в області підліткової медицини.